# NGC 2953
NGC 2953 is een ster in het sterrenbeeld Leeuw. Het hemelobject werd op 18 maart 1836 ontdekt door de Britse astronoom John Herschel.